# Al Kalb al Rai
Al Kalb al Rai (ρ Cephei / ρ2 Cephei / 29 Cephei) es una estrella de magnitud aparente +5,45 situada en la constelación boreal de Cefeo.
Situada a una distancia de 237 años luz del sistema solar, Al Kalb al Rai es una estrella blanca de la secuencia principal de tipo espectral A3V. Semejante a muchas otras de este tipo visibles en el cielo nocturno —tales como Denébola (β Leonis), Megrez (δ Ursae Majoris) o Heze (ζ Virginis)— tiene una temperatura superficial aproximada de 8400 K.
Aunque, al igual que el Sol, es una estrella de la secuencia principal —su energía proviene de la fusión de hidrógeno en helio—, brilla con una luminosidad 34 veces superior al de nuestra estrella.
Su velocidad de rotación, igual o superior a 133 km/s, es unas 66 veces más alta que la del Sol pero comparable a la de otras estrellas de características afines.